# Emanuel Couto
Emanuel Couto, né le 6 août 1973 à Guarda, est un ancien joueur de tennis professionnel portugais.
Il est le joueur ayant le meilleur bilan en double de l'équipe du Portugal de Coupe Davis avec 13 victoires pour 5 défaites. Il a représenté son pays à 21 occasions entre 1994 et 2003 et a reçu en récompense un Davis Cup Commitment Award en 2013. Il est désormais entraîneur pour la Fédération portugaise de tennis, notamment responsable de l'équipe de Coupe Davis.
En 1992, alors qu'il n'a pas encore 19 ans, il parvient à se qualifier pour les Jeux olympiques de Barcelone en double avec Bernardo Mota. Ils sont battus au premier tour par Guy Forget et Henri Leconte. Quatre ans plus tard, ils s'alignent également aux Jeux d'Atlanta.
Il compte à son actif sur le circuit secondaire un titre en simple acquis à Punta del Este en 1995 et huit tournois en double. Ses principaux partenaires sont ses compatriotes Mota et Cunha e Silva. Sur le circuit ATP, il a remporté un tournoi, atteint une finale et une demi-finale.

## Palmarès

### Titre en double messieurs
| No | Date       | Nom et lieu du tournoi | Catégorie    | Dotation  | Surface      | Partenaire    | Finalistes                  | Score         |  |
| -- | ---------- | ---------------------- | ------------ | --------- | ------------ | ------------- | --------------------------- | ------------- |  |
| 1  | 10-06-1996 | Oporto Open Porto      | World Series | 400 000 $ | Terre (ext.) | Bernardo Mota | Joshua Eagle Andrew Florent | 4-6, 6-4, 6-4 |  |

### Finale en double messieurs
| No | Date       | Nom et lieu du tournoi          | Catégorie    | Dotation  | Surface      | Vainqueurs                     | Partenaire         | Score    |  |
| -- | ---------- | ------------------------------- | ------------ | --------- | ------------ | ------------------------------ | ------------------ | -------- |  |
| 1  | 20-03-1995 | Grand-Prix Hassan II Casablanca | World Series | 203 000 $ | Terre (ext.) | Tomás Carbonell Francisco Roig | João Cunha e Silva | 6-4, 6-1 |  |

## Parcours en Grand Chelem

### En double
| Année | Open d'Australie | Open d'Australie | Internationaux de France      | Internationaux de France | Wimbledon              | Wimbledon         | US Open                    | US Open                |
| ----- | ---------------- | ---------------- | ----------------------------- | ------------------------ | ---------------------- | ----------------- | -------------------------- | ---------------------- |
| 1995  | —                | —                | 1er tour (1/32) Cunha e Silva | M. Bauer J. Ireland      | —                      | —                 | 1er tour (1/32) N. Marques | J. Eltingh P. Haarhuis |
| 1997  | —                | —                | 2e tour (1/16) B. Mota        | L. Jensen M. Jensen      | 2e tour (1/16) B. Mota | M. Damm P. Vízner | —                          | —                      |

N.B. : le nom du ou de la partenaire se trouve sous le résultat ; le nom des ultimes adversaires se trouve à droite.